# Adam Ferguson
Adam Ferguson, även Ferguson of Raith, född 20 juni 1723 i Logierait i Atholl, Perthshire, Skottland, död 22 februari 1816 i St Andrews, var en skotsk filosof och historiker. Han var företrädare för den skotska upplysningen och räknas som en av sociologins fäder.

## Biografi
Adam Ferguson deltog 1745–1748 som fältpräst i kriget mot Frankrike. År 1757 efterträdde han David Hume som bibliotekarie vid Faculty of Advocates i Edinburgh, men han sade snart upp sig för att bli privatlärare hos earlen av Bute. Ferguson utnämndes 1759 till professor i fysik och 1764 till professor i pneumatik och moralfilosofi vid universitetet i Edinburgh. I mitten av 1770-talet reste han till kontinenten, där han träffade Voltaire. År 1778 medföljde han som sekreterare de fem kommissarier, vilka under Frederick Howard, 5:e earl av Carlisle sändes till Amerika för att underhandla med de brittiska kolonierna som gjorde uppror. År 1784 tog Ferguson avsked från sin professur.

## Verk
Till Fergusons viktigaste arbeten hör Essay on the History of Civil Society (1767; 7:e uppl. 1814), som han utgav mot inrådan av David Hume. Den översattes snart till de flesta europeiska språk. Observations on Civil and Political Liberty (1776) utgav han anonymt och utgör en kritik mot Richard Price åsikter om den amerikanska revolutionen. I History of the Progress and Termination of the Roman Republic (1783) hade han nytta av sina militära erfarenheter och visar god förtrogenhet med källmaterialet. Principles of Moral and Political Science (1792) är en samling föreläsningar han hade givit vid universitetet. Institutes of Moral Philosophy (1769) innehåller stoiska tankesätt och resonerar för att förnuftet är källan till etiskt medvetande; detta till skillnad från Hume som menade att moralen härrörde från känslan.
Fergusons moralteori är eklektisk, i det att den söker förbinda egoismen, välviljan och strävan efter fullkomlighet i moralprincipen. Han verkade i Thomas Reids efterföljd och erkände sig till common sense-filosofin, men han utvecklade genom sin egenartade eklekticism en egen fåra, där människors samspel fick en framträdande roll; i detta blev han en föregångare till sociologin. Under sin samtid hade han många trogna läsare, men hans inflytande i hemlandet avtog med tiden. På kontinenten tog något senare Hegel och Marx intryck av hans filosofi. Bland hans kritiker finns Victor Cousin.